# フォード・イクエーター
イクエーター（Equator ）は、JMCとフォードの合弁会社が製造しているミッドサイズSUVである。

## 概要
イクエーターはフォードのラインナップの中でエベレストよりも上位に当たる3列シートSUVである。イクエーターは、JMCとAVLによって開発されたJX4G20ガソリンエンジンをベースにした横置き2.0Lターボ付きエコブーストエンジンを搭載しており、224PSを発生する 。生産は2021年の第1四半期頃に開始される予定である。